# مينورو إواكي
مينورو إواكي (باليابانية: 岩城実) هو لاعب كرة قدم ياباني في مركز الهجوم، ولد في 11 أكتوبر 1997 في ميه في اليابان. لعب مع نادي ألبيريكس نيغاتا.